# Ации
Ациите (на латински: gens Atia) са плебейска фамилия от Древен Рим. Произлизат от Атис (или Ацис), шестия цар на Алба Лонга, син на Алба и баща на Капис.
Клонът Ации Балби произлиза от град Aricia (днес Арича в Лацио). Другите им когномен са Руф и Вар.
Известни от фамилията:
- Луций Аций, военен трибун на втори легион през войната с истрите 178 пр.н.е.[3]
- Марк Аций Балб Стари, (148–87 пр.н.е.), баща на претора от 62 пр.н.е.
- Марк Аций Балб, претор 62 пр.н.е., дядо на Август
- Ация Балба Цезония, втора съпруга на Гай Октавий и майка на Октавиан Август
- Квинт Аций Вар, командир на кавалерията при Гай Фабий, легат на Цезар
- Гай Аций, привърженик на Помпей Велики 49 пр.н.е.
- Публий Аций Вар, привърженик на Помпей, убит в битката при Мунда
- Аций Руф, офицер в Помпейската войска в Гърция 48 пр.н.е. [4]
- Квинт Аций Целер – управител на провинция Тракия в 241 г. сл. Хр.